# إيجين الثاني
إيجين الثاني (باللاتينية: Eugenius II) ـ (؟ ـ 27 أغسطس 827) هو بابا الكنيسة الكاثوليكية في الفترة من 11 مايو 824 إلى وفاته سنة 827. كان من أبناء روما، وتولى البابوية خلفًا للبابا باسكال الأول.